# Jung Jae-kwang
Jeong Jae-kwang (Hangul: 정재광) es un actor surcoreano.

## Biografía
Estudió en la Universidad de Chung-Ang (inglés: "Chung-Ang University"), en el departamento de teatro y cine.

## Carrera
Es miembro de la agencia HiSTORY D&C Entertainment (하이스토리 디앤씨). Previamente formó parte de la agencia L'July Entertainment.
El 23 de enero del 2019 apareció en la película Extreme Job (극한직업) un oficial de policía del puerto de Gungpyeong.
Ese mismo año se unió al elenco recurrente de la serie The Fiery Priest donde dio vida a Kim Keon-yong, el hijo del presidente Kim. 
El 17 de octubre del mismo año se unió al elenco de la película Vertigo donde interpretó a Seo Gwan-woo, un joven limpiador de ventanas que se enamora de Sin Seo-young (Chun Woo-hee), quien trabaja en el edificio donde él está limpiando.
El 20 de junio del 2020 se unió elenco recurrente de la serie Está bien no estar bien (también conocida como "Psycho But It’s Okay") donde dio vida a Joo Jung-tae, un exbombero que depende del alcohol para obtener confianza, hasta el final de la serie el 9 de agosto del mismo año.

## Filmografía

### Series de televisión
| Año  | Título                  | Personaje                | Canal   | Notas                       | Ref.          |
| ---- | ----------------------- | ------------------------ | ------- | --------------------------- | ------------- |
| 2017 | Save Me                 | Eun-seong                | OCN     |                             |               |
| 2017 | Tribunal de brujas      | Fiscal Yun               | KBS2    |                             |               |
| 2019 | The Fiery Priest        | Kim Keon-yong            | SBS     |                             |               |
| 2020 | Está bien no estar bien | Joo Jung-tae             | tvN     |                             |               |
| 2021 | Aun así                 | Ahn Kyung-jun            | JTBC    |                             |               |
| 2023 | El peor de los males    | Tae-ho                   | Disney+ | Serie web en doce capítulos | [ 9 ]         |
| 2024 | Connection              | Chang-soo                | SBS     |                             | [ 10 ]        |
| 2024 | Gangnam, bajos fondos   | Director del club Psyche | Disney+ | Serie web en ocho capítulos | [ 11 ]        |
| 2024 | La reina Woo            | Go Gye-su                | TVING   | Serie web en ocho capítulos | [ 12 ] [ 13 ] |
| 2025 | Héroes de guardia       | Park Kyung-won           | Netflix | Serie web en ocho capítulos | [ 14 ]        |

### Películas
| Año  | Título          | Hangul     | Personaje             | Notas                                                                       | Ref.   |
| ---- | --------------- | ---------- | --------------------- | --------------------------------------------------------------------------- | ------ |
| 2016 | Blood and Bones | 수난이대   | -                     |                                                                             |        |
| 2018 | The Witness     | 목격자     | Joven en la tienda    | junto a Lee Sung-min, Kim Sang-ho, Jin Kyung, Kwak Si-yang y Kim Sung-kyun  |        |
| 2019 | Extreme Job     | 극한직업   | Policía de Gungpyeong | junto a Honey Lee, Ryu Seung-ryong, Lee Dong-hwi, Jin Seon-kyu y Gong Myung |        |
| 2019 | Vertigo         | 버티고     | Seo Gwan-woo          | junto a Chun Woo-hee, Yoo Tae-o, Jeon Guk-hyang, Kwak Jin y Moon Sun-young  |        |
| 2020 | Not Out         | 낫아웃     | Shin Gwang-ho         | junto a Kim Hyun-joo                                                        |        |
| 2021 | Pipeline        | 파이프라인 | Sang-goo              | junto a Seo In-guk, Lee Soo-hyuk y Eum Moon-suk                             |        |
| 2022 | The Roundup     | 범죄도시 2 | Kim Sang-hoon         | junto a Ma Dong-seok y Son Seok-koo                                         |        |
| 2023 | Hopeless        | 화란       | Seung-mu              | junto a Song Joong-ki y Bibi                                                | [ 15 ] |
| 2025 | Nocturnal       | 브로큰     | Cha Myung-woo         | junto a Ha Jung-woo, Kim Nam-gil, Yoo Da-in y Jung Man-sik                  | [ 16 ] |

## Premios y nominaciones
| Año  | Premio                          | Categoría              | Trabajo | Resultado | Ref.   |
| ---- | ------------------------------- | ---------------------- | ------- | --------- | ------ |
| 2016 | Seoul Independent Film Festival | Independent Star Award | —       | Ganador   |        |
| 2021 | 42.os Blue Dragon Film Awards   | Mejor actor revelación | Not Out | Ganador   | [ 17 ] |
| 2022 | 58th Baeksang Arts Awards       | Mejor actor revelación | Not Out | Nominado  | [ 18 ] |
| 2022 | Wildflower Film Awards          | Mejor actor            | Not Out | Nominado  | [ 19 ] |